# Champoulet
Champoulet település Franciaországban, Loiret megyében. Lakosainak száma 52 fő (2022. január 1.). Champoulet Bléneau, Batilly-en-Puisaye, Breteau, Lavau, Dammarie-en-Puisaye és Saint-Privé községekkel határos.

## Népesség
A település népességének változása:
| Lakosok száma | 79   | 82   | 72   | 55   | 45   | 42   | 55   | 62   | 58   | 52   |
|               | 1968 | 1982 | 1990 | 2006 | 2013 | 2015 | 2017 | 2019 | 2020 | 2022 |